# Sodastream (gruppo musicale)
I Sodastream sono un gruppo musicale australiano indie rock formatosi nel 1997 e composto da Karl Smith (voce, chitarra acustica, piano, armonica) e Pete Cohen (contrabbasso e cori).

## Discografia

### Album
- 1999 - Looks Like A Russian (Tugboat Records)
- 2001 - The Hill For Company (Trifekta, Tugboat Records, P-Vine)
- 2003 - A Minor Revival (Trifekta, Wonderground, Hausmusik, Microindie Records, Fortuna POP!)
- 2004 - Concerto Al Barchessone Vecchio (Fooltribe)
- 2006 - Reservations (Trifekta, Hausmusik, Fortuna POP!, Homesleep)
- 2017 - Little By Little (Sodastream Music)

### EP e singoli
- 1997 - Enjoy EP (Aquamudvuv)
- 1998 - Practical Footwear (Aquamudvuv, Trifekta, Drive-In Records, Tugboat Records)
- 1999 - Turnstyle CDS (Pickled Egg)
- 2001 - In Between Times EP (Acuarela, Candle Records)
- 2003 - Homesleep Singles Club 6 CDS (Homesleep)
- 2005 - Take Me With You When You Go EP (Trifekta)